# Даниел Върбанов
Даниел Венциславов Върбанов е български театрален и филмов актьор, известен с ролята си на княз Баян в историческия сериал „Войната на буквите“.

## Биография
Върбанов е роден на 10 май 2000 г. в град София. Той е син на политика и министър на земеделието Венцислав Върбанов и манекенката Камелия Върбанова.
Учил е в Националния учебен комплекс по култура, а по-късно се мести в Англия и завършва средното си образование с международна диплома.
Върбанов участва в представленията „На дъното“ и „Екстази“ в Театър НАТФИЗ. През 2022 г. играе Себастиян в „Стъпка по стъпка“ в Театър „Българска армия“.
През юли 2022 г. се превъплъщава в ролята на княз Баян в историческия сериал „Войната на буквите“, излъчен по БНТ 1 на 15 януари 2023 г., където си партнира с Климентина Фърцова, която играе Принцеса Мария.